# Karl Marx en medios
Karl Marx y sus ideas han sido representadas en el cine en géneros que van desde el documental hasta el drama de ficción, el cine artístico y la comedia.
Las teorías marxistas del socialismo, el comunismo, la lucha de clases, la ideología y la economía política influyeron en los primeros cineastas de la era soviética, como Dziga Vertov y Sergei Eisenstein. La teoría del montaje de Eisenstein debía su "base intelectual a la dialéctica marxista". Sin embargo, además de su influencia filosófica en el cine y los cineastas del siglo XX, la vida y la época de Marx y sus principales obras han sido representadas en el cine como temas por derecho propio.
El proyecto de Eisenstein, que databa de 1927, de filmar el libro El capital de Marx nunca se realizó, aunque en años más recientes el director de cine y autor alemán Alexander Kluge completó un largo homenaje a la película no realizada de Eisenstein titulado Noticias de la Antigüedad Ideológica: Marx/Eisenstein/El Capital.
En la década de 1960, los directores franceses de la nueva ola, en particular Jean-Luc Godard, utilizaron temas marxistas en su trabajo, incluso en las películas Week End, La Chinoise y Tout va bien.
En la década de 1970, el director serbio Dušan Makavejev realizó películas críticas y/o satíricas de Marx y la ideología marxista.
El joven Karl Marx, del director haitiano Raoul Peck, estrenada en 2017, narra los acontecimientos de la vida del joven Marx en la década de 1840 hasta la redacción del Manifiesto del Partido Comunista y ha sido reseñada positivamente por Peter Bradshaw, quien pensó que la película era absorbente.
El documental de 2011 Marx Reloaded combina un análisis marxista de la crisis económica con secuencias de animación satírica que involucran a Marx y León Trotski.

## Un año tan largo como la vida
Un año tan largo como la vida (en ruso: Год как жизнь) es una película biográfica de pantalla ancha de la URSS completada en 1966 sobre las vidas de Karl Marx y Friedrich Engels . La película fue dirigida por Azerbayzhana Mambetova y Grigori Roshal. La película cubre un año de la vida de Karl Marx (Igor Kvasha) y Friedrich Engels (Andrei Mironov). El guion también está basado en una novela de Galina Serebryakova. La película narra el complejo e interesante período de la vida de Marx y Engels después de la Revolución de 1848 . Comienza con la narración de la publicación del Manifiesto Comunista. Después de la Revolución Francesa, Marx es expulsado de Bélgica y, tras el inicio de la revolución en Alemania, se traslada a Colonia e intenta apoyar la publicación de los camaradas del Neue Rheinische Zeitung. Entonces Marx, perseguido por las autoridades por sus opiniones, debe huir con su familia a Londres.

## Marx y Engels - Stationen ihres Lebens
En 1978 se produjo en la RDA una serie documental de 11 capítulos con el nombre Marx und Engels - Stationen ihres Lebens (Marx y Engels - estaciones de sus vidas), que presentaba muchas escenas interpretadas de la vida de Marx y Engels. 

## Week End
Week End de Jean-Luc Godard es la historia de un marido y una mujer burgueses parisinos que deciden escapar al campo durante el fin de semana sólo para enfrentarse allí a las contradicciones sociales de su estilo de vida consumista. La película hace frecuentes referencias a Marx y la revolución, reflejando los problemas sociales más amplios en Francia en el momento de su producción. 

## Sweet Movie
En Sweet Movie, dirigida por Dušan Makavejev, un barco con un mascarón de proa gigante de Karl Marx navegando a lo largo de un río es un motivo narrativo constante. La película incluye varios personajes, como 'Mr. Kapital' (interpretado por John Vernon), que hacen referencia a Marx y temas marxistas.

## Noticias de la Antigüedad Ideológica
News from Ideological Antiquity: Marx – Eisenstein – Das Kapital, de Alexander Kluge, es una película experimental que explora “la atención marxiana a la producción, distribución y consumo detrás de la superficie fenomenológica de la vida y la experiencia cotidianas”.  La película está compuesta por lo que el crítico marxista Frederic Jameson llama "fragmentos", similares a la "libre asociación freudiana", en lugar de una narrativa convencional y lineal. En lugar de representar el libro de Marx El capital, la película es, por tanto, un estudio de la dificultad que enfrenta Eisenstein, o cualquier otro director, al intentar representar tal obra y las ideas contenidas en ella.
Aparte de los pasajes más conceptuales de la película, cuya duración total es de 570 minutos, el comediante Helge Schneider personifica a Marx en varias escenas.

## Marx Reloaded
Marx Reloaded, escrita y dirigida por el teórico británico Jason Barker, es una película documental parcialmente animada que investiga la relevancia contemporánea de las ideas de Marx en el contexto de la crisis financiera de 2007-2008 . La película pregunta si "deberíamos... aceptar la crisis como un desafortunado efecto secundario del libre mercado" o si hay "otra explicación de por qué ocurrió y sus probables efectos en nuestra sociedad, nuestra economía y nuestra toda una forma de vida."  La película entrevista a varios destacados filósofos y críticos inspirados en Marx, entre ellos Michael Hardt, Antonio Negri, Jacques Rancière, Peter Sloterdijk, Alberto Toscano y Slavoj Žižek .
Además de su análisis marxista, la película sigue "Las aventuras de dibujos animados de Karl Marx con el tema de Matrix, perdido en una pesadilla inducida por los productos básicos al estilo Alice con una sola salida".

## Monty Python's Flying Circus
Al menos dos episodios de la serie de comedia de televisión de la BBC Monty Python's Flying Circus incluyen bocetos que representan a Marx en escenarios modernos y que satirizan la presunta gravedad de su pensamiento. En un episodio, Marx compite en un concurso de televisión por un traje de salón, pero no logra ganar cuando el presentador del programa le plantea una pregunta prosaica sobre fútbol . 

## El joven Karl Marx
El joven Karl Marx es una película de 2017 sobre el joven Marx dirigida por Raoul Peck y protagonizada por August Diehl.

## El líder
El líder es una serie de animación coproducida por la Oficina para la Investigación y Construcción de la Teoría Marxista del gobierno chino sobre la vida, la amistad, el romance y "sus contribuciones a la lucha de clases y al movimiento revolucionario" de Marx.

## Filmografía
Películas en las que se representa a Karl Marx y/o en las que sus ideas u obras principales constituyen el tema narrativo principal:

### Ficción
- 1967 Week-end. Dirigida por Jean-Luc Godard.
- 1968 Mohr und die Raben von London (El moro y los cuervos de Londres). Dirigida por Helmut Dziuba.
- 1974 Sweet Movie. Escrita y dirigida por Dušan Makavejev .
- 1979 Carlos Marx. Los primeros años (Die jungen Jahre). Alemania-URSS. Partes 1 a 7.[18][19]
- 2004 "The Fever". Dirigida por Gabriel Nerón .
- 2010 Los alemanes – Karl Marx y la lucha de clases (Die Deutschen – Karl Marx und der Klassenkampf).[20]
- 2012 El Encuentro del Siglo producido por UNIVESP TV.
- 2014 Marx Ha Vuelto (Argentina).
- 2016 El Golem de Limehouse interpretado por Henry Goodman
- 2017 El joven Karl Marx (Le jeune Karl Marx). Dirigida por Raoul Peck.
- 2020 Miss Marx, sobre la hija de Marx, Eleanor. Dirigida por Philip Gröning.

### Documental
- 1983 El espectro del marxismo . Guion de Stuart Hall . Producida por Thames Television .
- 1986 Manifiesto . Dirigida por Jesse Drew.
- 2002 Las conferencias de Mark Steel . Serie 1, episodio 6. Producida por la BBC .
- 2005 El cielo en la Tierra: el ascenso y la caída del socialismo . Episodio 1. PBS, Estados Unidos.
- 2008 Karl Marx – Ein Philosoph macht Geschichte ( Karl Marx: un filósofo hace historia ). Dirigida por Gernot Jaeger y Carsten Jaeger.
- 2011 Marx Recargado . Escrita, dirigida y coproducida por Jason Barker . Medea Film / Films Noirs / Arte / ZDF .
- 2016 Genio del mundo moderno: Karl Marx . Episodio 1, BBC.

### Cine arte
- 1999 Wandering Marxwards. Dirigida por Michael Blum y producida en el Banff Centre for the Arts, Alberta, Canadá.
- 2008 Nachrichten aus der ideologischen Antike - Marx/Eisenstein/Das Kapital ( Noticias de la Antigüedad ideológica: Marx – Eisenstein – Das Kapital ). Dirigida por Alexander Kluge .

### Comedia
- 1970 Monty Python's Flying Circus, episodio 25: 'World Forum/Communist Quiz'.
- 1972 Fliegender Zirkus, de Monty Python, episodio 2: 'El partido de fútbol de los filósofos'. Dirigida por Ian MacNaughton.